# Volvo Ocean Race 2005-2006
De Volvo Ocean Race 2005-2006 was de negende editie van de zeilwedstrijd om de wereld die eerder de "Whitbread Round the World Race" werd genoemd en de tweede editie onder de nieuwe sponsornaam. De race werd gewonnen door de Nederlandse boot ABN AMRO I van de schipper Mike Sanderson.

## Route
Voor het eerst in de geschiedenis ging de race niet van start in Engeland. Vigo (Spanje) was de vertrekplaats. De aankomstplaats was Göteborg (Zweden). Net als tijdens de vorige editie waren er negen etappes. Voor het eerst werd Nederland aangedaan.
Voor het eerst vonden er havenraces plaats. Deze races werden toegevoegd aan het programma om de race bereikbaarder te maken voor het publiek en de sponsoren. In die korte wedstrijden in en om de betreffende haven konden ook punten worden gewonnen voor het klassement.
Ook nieuw was de introductie van tussenpunten. Tijdens sommige races werd er op een bepaald punt onderweg het klassement opgemaakt en kregen de boten ook punten. De tussenpunten zijn in onderstaand schema met een * gemarkeerd.
| Etappe | Start          | Finish         | Afstand   | Datum start      | Winnaar                  |
| ------ | -------------- | -------------- | --------- | ---------------- | ------------------------ |
| 1a     | Sanxenxo       | Sanxenxo       | havenrace | 5 november 2005  | Ericsson Racing Team     |
| 1b *   | Vigo           | Kaapstad       | 6.400 Nm  | 12 november 2005 | ABN Amro I               |
| 2a     | Kaapstad       | Kaapstad       | havenrace | 26 december 2005 | ABN Amro I               |
| 2b **  | Kaapstad       | Melbourne      | 6.100 Nm  | 2 januari 2006   | ABN Amro I               |
| 3a     | Melbourne      | Melbourne      | havenrace | 4 februari 2006  | ABN Amro I               |
| 3b     | Melbourne      | Wellington     | 1.450 Nm  | 12 februari 2006 | Movistar                 |
| 4 *    | Wellington     | Rio de Janeiro | 6.700 Nm  | 19 februari 2006 | ABN Amro I               |
| 5a     | Rio de Janeiro | Rio de Janeiro | havenrace | 25 maart 2006    | ABN Amro I               |
| 5b *   | Rio de Janeiro | Baltimore      | 5.000 Nm  | 2 april 2006     | ABN Amro I               |
| 6a     | Baltimore      | Baltimore      | havenrace | 29 april 2006    | Movistar                 |
| 6b     | Annapolis      | New York       | 400 Nm    | 2 mei 2006       | ABN Amro I               |
| 7 *    | New York       | Portsmouth     | 3.200 Nm  | 11 mei 2006      | ABN Amro I               |
| 8a     | Portsmouth     | Portsmouth     | havenrace | 29 mei 2006      | ABN Amro I               |
| 8b     | Portsmouth     | Rotterdam      | 1.500 Nm  | 2 juni 2006      | Brasil I                 |
| 9a     | Rotterdam      | Rotterdam      | havenrace | 11 juni 2006     | ABN Amro I               |
| 9b     | Rotterdam      | Göteborg       | 500 Nm    | 15 juni 2006     | Pirates of the Caribbean |

## Scoringssysteem
De winnaar van een etappe krijgt 7 punten, de nummer twee 6 punten enzovoorts. In de zeven havenraces en in de zes tussenpunten bij de langere etappes zijn ook punten te verdienen. Het team dat aan het eind van de race de meeste punten heeft, is de winnaar.
In de tabel staan de punten die per keer gewonnen kunnen worden.
| Positie | Etappe | Tussenpunt | Havenrace |
| ------- | ------ | ---------- | --------- |
| Winnaar | 7      | 3,5        | 3,5       |
| Nr. 2   | 6      | 3          | 3         |
| Nr. 3   | 5      | 2,5        | 2,5       |
| Nr. 4   | 4      | 2          | 2         |
| Nr. 5   | 3      | 1,5        | 1,5       |
| Nr. 6   | 2      | 1          | 1         |
| Nr. 7   | 1      | 0,5        | 0,5       |

## Dodelijk ongeval
Op de ABN AMRO II sloeg de Nederlandse zeiler Hans Horrevoets op de zevende etappe overboord, waarschijnlijk bewusteloos geraakt na een klap op het hoofd. Horrevoets werd bewusteloos teruggevonden maar kon niet meer gereanimeerd kon worden.

## Teams en bemanning
Zeven teams deden mee aan de race. Er werd gevaren met een nieuw soort boot, de Volvo Open 70. Deze boten zijn ongeveer 1000 kilogram lichter dan de voorganger, de Volvo Open 60, die werd gebruikt in de vorige race.
De Movistar had tijdens de zevende etappe zodanige problemen met de kiel dat de schipper besloot dat de bemanning het schip moest verlaten. Op volle zee werd de bemanning door de ABN AMRO II aan boord genomen. Het incident trad enige dagen op na de dood van Horrevoets en met zijn stoffelijk overschot en een dubbele bemanning voer de ABN AMRO II door naar Portsmouth. Voor de Engelse kust werd de bemanning van de Movistar overgezet op een schip van de Engelse kustwacht. Even later werd het lichaam van Horrevoets overgedragen aan een Nederlands marineschip. De ABN AMRO II koos ervoor om de race voort te zetten. De achtergelaten Movistar is nooit meer terug gezien en naar alle waarschijnlijkheid gezonken.
Alle andere boten haalden de finish in Göteborg.
| boot                                                       | sponsors                   | land             | ontwerper         | bouwer        | teamleider      | punten |
| ---------------------------------------------------------- | -------------------------- | ---------------- | ----------------- | ------------- | --------------- | ------ |
| ABN AMRO I                                                 | ABN AMRO                   | Nederland        | Juan Kouyoumdjian | Killian Bushe | Mike Sanderson  | 96,0   |
| ABN AMRO II                                                | ABN AMRO                   | Nederland        | Juan Kouyoumdjian | Killian Bushe | Sebastien Josse | 58,5   |
| Movistar                                                   | Movistar                   | Spanje           | Bruce Farr        | Boatspeed     | Bouwe Bekking   | 48,0   |
| Pirates of the Caribbean                                   | Disney                     | Verenigde Staten | Bruce Farr        | Green Marine  | Paul Cayard     | 73,0   |
| Brasil I                                                   | Vivo, Motorola, Nivea e.a. | Brazilië         | Bruce Farr        | ML Boatworks  | Torben Grael    | 67,0   |
| Ericsson Racing Team                                       | Ericsson                   | Zweden           | Bruce Farr        | Green Marine  | Neal MacDonald  | 55,0   |
| Brunel voorheen ING Real Estate Brunel (Premier Challenge) | ING Real Estate Brunel     | Australië        | Don Jones         | Hart Marine   | Grant Warington | 15,5   |

## Resultaten

### Havenrace 1, Sanxenxo
De eerste race in 2005-2006, een havenrace, werd gehouden met een rustige wind. ING Real Estate Brunel (toen nog Sunenergy and Friends) konden niet meedoen aangezien het team de avond ervoor pas laat arriveerde en zodoende niet genoeg tijd had om zich voor te bereiden.
| Havenrace 1 | Sanxenxo, Spanje         | Tijd    | Punten |
| ----------- | ------------------------ | ------- | ------ |
| 1           | Ericsson Racing Team     | 1:51.29 | 3,5    |
| 2           | Brasil I                 | 1:54.55 | 3,0    |
| 3           | Pirates of the Caribbean | 1:56.30 | 2,5    |
| 4           | Movistar                 | 1:57.13 | 2,0    |
| 5           | ABN AMRO II              | 2:00.07 | 1,5    |
| 6           | ABN AMRO I               | 2:04.11 | 1,0    |
| 7           | ING Real Estate Brunel   |         | 0,0    |

### Etappe 1, Vigo naar Kaapstad
De eerste etappe zorgde al meteen voor de nodige problemen bij Movistar en Pirates of the Caribbean welke terug moesten keren naar Spanje voor reparaties. Zij trokken zich terug uit deze etappe.
Uitslag
| Tussenpunt | Fernando de Noronha-eiland | Aankomst           | Punten |
| ---------- | -------------------------- | ------------------ | ------ |
| 1          | ABN AMRO I                 | 21-11-05 01.30 GMT | 3,5    |
| 2          | Ericsson Racing Team       | 21-11-05 11.30 GMT | 3,0    |
| 3          | Brasil I                   | 21-11-05 11.58 GMT | 2,5    |
| 4          | ABN AMRO II                | 21-11-05 12.15 GMT | 2,0    |
| 5          | ING Real Estate Brunel     | 25-11-05 09.00 GMT | 1,5    |
| 6          | Movistar                   | niet aangekomen    | 0,0    |
| 7          | Pirates of the Caribbean   | niet aangekomen    | 0,0    |

Tussenstand
| # | Boot                     | Punten |
| - | ------------------------ | ------ |
| 1 | Ericsson Racing Team     | 6,5    |
| 2 | Brasil I                 | 5,5    |
| 3 | ABN AMRO I               | 4,5    |
| 4 | ABN AMRO II              | 3,5    |
| 5 | Pirates of the Caribbean | 2,5    |
| 6 | Movistar                 | 2,0    |
| 7 | ING Real Estate Brunel   | 1,5    |

ABN AMRO I wist de eerste etappe overtuigend te winnen, waardoor het de leiding nam in het algemeen klassement.
Uitslag
| Etappe 1 | Vigo-Kaapstad            | Aankomst              | Punten |
| -------- | ------------------------ | --------------------- | ------ |
| 1        | ABN AMRO I               | 01-12-05 13.24.02 UTC | 7,0    |
| 2        | ABN AMRO II              | 01-12-05 19.56.34 UTC | 6,0    |
| 3        | Brasil 1                 | 02-12-05 04.58.48 UTC | 5,0    |
| 4        | Ericsson Racing Team     | 03-12-05 05.47.00 UTC | 4,0    |
| 5        | ING Real Estate Brunel   | 06-12-05 14.33.55 UTC | 3,0    |
| 6        | Movistar                 | niet aangekomen       | 1,0    |
| 7        | Pirates of the Caribbean | niet aangekomen       | 1,0    |

Tussenstand
| # | Boot                     | Punten |
| - | ------------------------ | ------ |
| 1 | ABN AMRO I               | 11,5   |
| 2 | Ericsson Racing Team     | 10,5   |
| 2 | Brasil I                 | 10,5   |
| 4 | ABN AMRO II              | 9,5    |
| 5 | ING Real Estate Brunel   | 4,5    |
| 6 | Pirates of the Caribbean | 3,5    |
| 7 | Movistar                 | 3,0    |

### Havenrace 2, Kaapstad
De tweede havenrace werd gehouden op een winderige dag met behoorlijk hoge golven. Er werden windsnelheden gemeten van 40 knopen en de bemanningsleden hadden de grootste moeite om de boten onder controle te houden. ABN Amro I ging het best om met de weersomstandigheden en verstevigde zo haar koppositie.
Uitslag
| Havenrace 2 | Kaapstad                 | Tijd    | Punten |
| ----------- | ------------------------ | ------- | ------ |
| 1           | ABN Amro I               | 2:21.44 | 3,5    |
| 2           | Movistar                 | 2:28.24 | 3,0    |
| 3           | ABN Amro II              | 2:30.30 | 2,5    |
| 4           | Brasil I                 | 2:31.56 | 2,0    |
| 5           | Pirates of the Caribbean | 2:32.49 | 1,5    |
| 6           | Ericsson Racing Team     | 2:44.32 | 1,0    |
| 7           | ING Real Estate Brunel   | 2:45.25 | 0,5    |

Tussenstand
| # | Boot                     | Punten |
| - | ------------------------ | ------ |
| 1 | ABN Amro I               | 15,0   |
| 2 | Brasil I                 | 12,5   |
| 3 | ABN Amro II              | 12,0   |
| 4 | Ericsson Racing Team     | 11,5   |
| 5 | Movistar                 | 6,0    |
| 6 | ING Real Estate Brunel   | 5,0    |
| 6 | Pirates of the Caribbean | 5,0    |

### Etappe 2, Kaapstad naar Melbourne
De tweede etappe begon met weinig wind, heel weinig wind. Al snel koos Movistar een gedurfde oostelijke koers, terwijl alle andere schepen zo snel mogelijk richting de 40e breedtegraad vertrokken om daar van de harde winden te kunnen profiteren. In die race naar de wind kregen Ericsson (kielproblemen) en Brasil 1 (delaminatie van het dek) schade en voeren terug naar Zuid-Afrika. Pirates, Brunel en de beide ABN Amro boten haalden de Roaring Forties wel en konden profiteren van veel wind. Movistar kon voor Brunel aansluiten richting het eerste tussenpunt. ABN Amro I werd hier eerst, gevolgd door ABN Amro II, Pirates en Movistar.
Na een week vertraging kon Brasil I met een gerepareerd dek weer op weg naar Melbourne. Ericsson gaf in de haven van Port Elisabeth op en werd per vrachtschip naar Melbourne vervoerd.
Uitslag
| Tussenpunt 1 | Kerguelen                | Tijd | Punten |
| ------------ | ------------------------ | ---- | ------ |
| 1            | ABN Amro I               |      | 3,5    |
| 2            | ABN Amro II              |      | 3,0    |
| 3            | Pirates of the Caribbean |      | 2,5    |
| 4            | Movistar                 |      | 2,0    |
| 5            | Brunel ING Real Estate   |      | 1,5    |
| 6            | Brasil I                 |      | 1,0    |
| 7            | Ericsson Racing Team     |      | 0,0    |

Tussenstand
| # | Boot                     | Punten |
| - | ------------------------ | ------ |
| 1 | ABN Amro I               | 18,5   |
| 2 | ABN Amro II              | 15,0   |
| 3 | Brasil I                 | 13,5   |
| 4 | Ericsson Racing Team     | 11,5   |
| 5 | Movistar                 | 8,0    |
| 6 | ING Real Estate Brunel   | 6,5    |
| 6 | Pirates of the Caribbean | 6,5    |

Uitslag
| Tussenpunt 2 | Eclipse-eiland           | Tijd | Punten |
| ------------ | ------------------------ | ---- | ------ |
| 1            | ABN Amro I               |      | 3,5    |
| 2            | ABN Amro II              |      | 3,0    |
| 3            | Movistar                 |      | 2,5    |
| 4            | Pirates of the Caribbean |      | 2,0    |
| 5            | Brunel ING Real Estate   |      | 1,5    |
| 6            | Brasil I                 |      | 0,0    |
| 7            | Ericsson Racing Team     |      | 0,0    |

Tussenstand
| # | Boot                     | Punten |
| - | ------------------------ | ------ |
| 1 | ABN Amro I               | 22,0   |
| 2 | ABN Amro II              | 18,0   |
| 3 | Brasil I                 | 13,5   |
| 4 | Ericsson Racing Team     | 11,5   |
| 5 | Movistar                 | 10,5   |
| 6 | Pirates of the Caribbean | 8,5    |
| 7 | ING Real Estate Brunel   | 8,0    |

Uitslag
| Etappe 2 | Kaapstad - Melbourne     | Aankomst        | Punten |
| -------- | ------------------------ | --------------- | ------ |
| 1        | ABN Amro I               |                 | 7,0    |
| 2        | ABN Amro II              |                 | 6,0    |
| 3        | Movistar                 |                 | 5,0    |
| 4        | Pirates of the Caribbean |                 | 4,0    |
| 5        | ING Real Estate Brunel   |                 | 3,0    |
| 6        | Brasil I                 | niet aangekomen | 1,0    |
| 7        | Ericsson Racing Team     | niet aangekomen | 1,0    |

Tussenstand
| # | Boot                     | Punten |
| - | ------------------------ | ------ |
| 1 | ABN Amro I               | 29,0   |
| 2 | ABN Amro II              | 24,0   |
| 3 | Movistar                 | 15,5   |
| 4 | Brasil I                 | 14,5   |
| 5 | Pirates of the Caribbean | 13,5   |
| 6 | Ericsson Racing Team     | 12,5   |
| 7 | ING Real Estate Brunel   | 11,0   |

### Havenrace 3, Melbourne
Uitslag
| Havenrace 3 | Melbourne                | Tijd    | Punten |
| ----------- | ------------------------ | ------- | ------ |
| 1           | ABN Amro I               | 2:28.12 | 3,5    |
| 2           | Pirates of the Caribbean | 2:29.43 | 3,0    |
| 3           | Movistar                 | 2:29.56 | 2,5    |
| 4           | Ericsson Racing Team     | 2:30.11 | 2,0    |
| 5           | Brasil I                 | 2:33.20 | 1,5    |
| 6           | ABN Amro II              | 2:35.05 | 1,0    |
| 7           | ING Real Estate Brunel   | 2:41.00 | 0,5    |

Tussenstand
| # | Boot                     | Punten |
| - | ------------------------ | ------ |
| 1 | ABN Amro I               | 32,5   |
| 2 | ABN Amro II              | 25,0   |
| 3 | Movistar                 | 18,0   |
| 4 | Pirates of the Caribbean | 16,5   |
| 5 | Brasil I                 | 16,0   |
| 6 | Ericsson Racing Team     | 14,5   |
| 7 | ING Real Estate Brunel   | 11,5   |

### Etappe 3, Melbourne naar Wellington
Uitslag
| Etappe 3 | Melbourne - Wellington   | Aankomst              | Punten |
| -------- | ------------------------ | --------------------- | ------ |
| 1        | Movistar                 | 16-02-06 00:09:26 GMT | 7,0    |
| 2        | ABN Amro I               | 16-02-06 00:09:35 GMT | 6,0    |
| 3        | Pirates of the Caribbean | 16-02-06 02:59 GMT    | 5,0    |
| 4        | Brasil I                 | 16-02-06 05:12 GMT    | 4,0    |
| 5        | ABN Amro II              | 16-02-06 06:03 GMT    | 3,0    |
| 6        | Ericsson Racing Team     | 18-02-06              | 2,0    |
| 7        | ING Real Estate Brunel   | geen deelname         | 0,0    |

Tussenstand
| # | Boot                     | Punten |
| - | ------------------------ | ------ |
| 1 | ABN Amro I               | 38,5   |
| 2 | ABN Amro II              | 28,0   |
| 3 | Movistar                 | 25,0   |
| 4 | Pirates of the Caribbean | 21,5   |
| 5 | Brasil I                 | 20,0   |
| 6 | Ericsson Racing Team     | 16,5   |
| 7 | ING Real Estate Brunel   | 11,5   |

### Etappe 4, Wellington naar Rio de Janeiro
Start zondag 19 februari 2006
Uitslag
| Tussenpunt | Kaap Hoorn               | Punten |
| ---------- | ------------------------ | ------ |
| 1          | ABN Amro I               | 3,5    |
| 2          | Pirates of the Caribbean | 3,0    |
| 3          | Brasil I                 | 2,5    |
| 4          | ABN Amro II              | 2,0    |
| 5          | Ericsson Racing Team     | 1,5    |
| 6          | Movistar                 | 1,0    |
| 7          | ING Real Estate Brunel   | 0,0    |

Tussenstand
| # | Boot                     | Punten |
| - | ------------------------ | ------ |
| 1 | ABN Amro I               | 42,0   |
| 2 | ABN Amro II              | 30,0   |
| 3 | Movistar                 | 26,0   |
| 4 | Pirates of the Caribbean | 24,5   |
| 5 | Brasil I                 | 22,5   |
| 6 | Ericsson Racing Team     | 18,0   |
| 7 | ING Real Estate Brunel   | 11,5   |

Uitslag
| Etappe 4 | Wellington - Rio de Janeiro | Aankomst           | Tijd            | Punten |
| -------- | --------------------------- | ------------------ | --------------- | ------ |
| 1        | ABN Amro I                  | 11-03-06 03:18 GMT | 20d 1h 48m 23s  | 7,0    |
| 2        | Pirates of the Caribbean    | 11-03-06 07:06 GMT | 20d 5h 36m 50s  | 6,0    |
| 3        | ABN Amro II                 | 11-03-06 07:36 GMT | 20d 6h 6m 10s   | 5,0    |
| 4        | Brasil I                    | 11-03-06 07:55 GMT | 20d 6h 25m 4s   | 4,0    |
| 5        | Ericsson Racing Team        | 11-03-06 19:12 GMT | 20d 17h 42m 52s | 3,0    |
| 6        | Movistar                    | 16-03-06 16:11 GMT | 25d 14h 41m 46s | 2,0    |
| 7        | ING Real Estate Brunel      |                    | geen deelname   | 0,0    |

Tussenstand
| # | Boot                     | Punten |
| - | ------------------------ | ------ |
| 1 | ABN Amro I               | 49,0   |
| 2 | ABN Amro II              | 35,0   |
| 3 | Pirates of the Caribbean | 30,5   |
| 4 | Movistar                 | 28,0   |
| 5 | Brasil I                 | 26,5   |
| 6 | Ericsson Racing Team     | 21,0   |
| 7 | ING Real Estate Brunel   | 11,5   |

### Havenrace 4, Rio de Janeiro
Uitslag
| Havenrace 4 | Rio de Janeiro           | Punten |
| ----------- | ------------------------ | ------ |
| 1           | ABN Amro I               | 3,5    |
| 2           | Movistar                 | 3,0    |
| 3           | Ericsson Racing Team     | 2,5    |
| 4           | Brasil I                 | 2,0    |
| 5           | ABN Amro II              | 1,5    |
| 6           | Pirates of the Caribbean | 1,0    |
| 7           | ING Real Estate Brunel   | 0      |

Tussenstand
| # | Boot                     | Punten |
| - | ------------------------ | ------ |
| 1 | ABN Amro I               | 52,5   |
| 2 | ABN Amro II              | 36,5   |
| 3 | Pirates of the Caribbean | 31,5   |
| 4 | Movistar                 | 31,0   |
| 5 | Brasil I                 | 28,5   |
| 6 | Ericsson Racing Team     | 23,5   |
| 7 | ING Real Estate Brunel   | 11,5   |

### Etappe 5, Rio de Janeiro naar Baltimore
Uitslag
| Tussenpunt | Fernando de Noronha-eiland | Punten |
| ---------- | -------------------------- | ------ |
| 1          | Movistar                   | 3,5    |
| 2          | ABN Amro I                 | 3,0    |
| 3          | Pirates of the Caribbean   | 2,5    |
| 4          | Ericsson Racing Team       | 2,0    |
| 5          | Brasil I                   | 1,5    |
| 6          | ABN Amro II                | 1,0    |
| 7          | ING Real Estate Brunel     | 0,0    |

Tussenstand
| # | Boot                     | Punten |
| - | ------------------------ | ------ |
| 1 | ABN Amro I               | 55,5   |
| 2 | ABN Amro II              | 37,5   |
| 3 | Movistar                 | 34,5   |
| 4 | Pirates of the Caribbean | 34,0   |
| 5 | Brasil I                 | 30,0   |
| 6 | Ericsson Racing Team     | 25,5   |
| 7 | ING Real Estate Brunel   | 11,5   |

Uitslag
| Etappe 5 | Rio de Janeiro - Baltimore | Punten |
| -------- | -------------------------- | ------ |
| 1        | ABN Amro I                 | 7,0    |
| 2        | Movistar                   | 6,0    |
| 3        | Pirates of the Caribbean   | 5,0    |
| 4        | Brasil I                   | 4,0    |
| 5        | Ericsson Racing Team       | 3,0    |
| 6        | ABN Amro II                | 2,0    |
| 7        | ING Real Estate Brunel     | 0      |

Tussenstand
| # | Boot                     | Punten |
| - | ------------------------ | ------ |
| 1 | ABN Amro I               | 62,5   |
| 2 | Movistar                 | 40,5   |
| 3 | ABN Amro II              | 39,5   |
| 4 | Pirates of the Caribbean | 39,0   |
| 5 | Brasil I                 | 34,0   |
| 6 | Ericsson Racing Team     | 28,5   |
| 7 | ING Real Estate Brunel   | 11,5   |

### Havenrace 5, Baltimore
Uitslag
| Havenrace 5 | Baltimore                | Punten |
| ----------- | ------------------------ | ------ |
| 1           | Movistar                 | 3,5    |
| 2           | Brasil I                 | 3,0    |
| 3           | Pirates of the Caribbean | 2,5    |
| 4           | Ericsson Racing Team     | 2,0    |
| 5           | ABN Amro II              | 1,5    |
| 6           | ABN Amro I               | 1,0    |
| 7           | ING Real Estate Brunel   | 0,5    |

Tussenstand
| # | Boot                     | Punten |
| - | ------------------------ | ------ |
| 1 | ABN Amro I               | 63,5   |
| 2 | Movistar                 | 44,0   |
| 3 | Pirates of the Caribbean | 41,5   |
| 4 | ABN Amro II              | 41,0   |
| 5 | Brasil I                 | 37,0   |
| 6 | Ericsson Racing Team     | 30,5   |
| 7 | ING Real Estate Brunel   | 0,5 *  |

*Het team moest weer op nul punten beginnen nadat er te veel veranderingen aan de boot waren doorgevoerd.

### Etappe 6, Annapolis naar New York
Uitslag
| Etappe 6 | Annapolis - New York     | Punten |
| -------- | ------------------------ | ------ |
| 1        | ABN Amro I               | 7,0    |
| 2        | Pirates of the Caribbean | 6,0    |
| 3        | Brasil I                 | 5,0    |
| 4        | Ericsson Racing Team     | 4,0    |
| 5        | Movistar                 | 3,0    |
| 6        | ING Real Estate Brunel   | 2,0    |
| 7        | ABN Amro II              | 1,0    |

Tussenstand
| # | Boot                     | Punten |
| - | ------------------------ | ------ |
| 1 | ABN Amro I               | 70,5   |
| 2 | Pirates of the Caribbean | 47,5   |
| 3 | Movistar                 | 47,0   |
| 4 | ABN Amro II              | 42,0   |
| 4 | Brasil I                 | 42,0   |
| 6 | Ericsson Racing Team     | 34,5   |
| 7 | ING Real Estate Brunel   | 2,5    |

### Etappe 7, New York naar Portsmouth
Uitslag
| Tussenpunt | The Lizzard              | Punten |
| ---------- | ------------------------ | ------ |
| 1          | ABN Amro I               | 3,5    |
| 2          | Ericsson Racing Team     | 3,0    |
| 3          | Pirates of the Caribbean | 2,5    |
| 4          | Brasil I                 | 2,0    |
| 5          | ING Real Estate Brunel   | 1,5    |
| 6          | ABN Amro II              | 1,0    |
| 7          | Movistar                 | 0.0    |

Tussenstand
| # | Boot                     | Punten |
| - | ------------------------ | ------ |
| 1 | ABN Amro I               | 74,0   |
| 2 | Pirates of the Caribbean | 50,0   |
| 3 | Brasil I                 | 44,0   |
| 4 | Movistar                 | 47,0   |
| 5 | ABN Amro II              | 43,0   |
| 6 | Ericsson Racing Team     | 37,5   |
| 7 | ING Real Estate Brunel   | 4,0    |

Uitslag
| Etappe 7 | New York - Portsmouth    | Punten |
| -------- | ------------------------ | ------ |
| 1        | ABN Amro I               | 7,0    |
| 2        | Ericsson Racing Team     | 6,0    |
| 3        | Pirates of the Caribbean | 5,0    |
| 4        | Brasil I                 | 4,0    |
| 5        | ING Real Estate Brunel   | 3,0    |
| 6        | ABN Amro II              | 2,0    |
| 7        | Movistar                 | 1,0    |

Tussenstand
| # | Boot                     | Punten |
| - | ------------------------ | ------ |
| 1 | ABN Amro I               | 81,0   |
| 2 | Pirates of the Caribbean | 56,5 * |
| 3 | Brasil I                 | 49,5 * |
| 4 | Movistar                 | 48,0   |
| 5 | ABN Amro II              | 46,5 * |
| 6 | Ericsson Racing Team     | 43,5   |
| 7 | ING Real Estate Brunel   | 7,0    |

* Het team kreeg 1,5 punt extra vanwege de deelname aan de reddingsactie van de bemanning van de Movistar. De Movistar moest tijdens de race naar Portsmouth worden achtergelaten

### Havenrace 6, Portsmouth
Uitslag
| Havenrace 6 | Portsmouth               | Punten |
| ----------- | ------------------------ | ------ |
| 1           | ABN Amro I               | 3,5    |
| 2           | Pirates of the Caribbean | 3,0    |
| 3           | Brasil I                 | 2,5    |
| 4           | ABN Amro II              | 2,0    |
| 5           | Ericsson Racing Team     | 1,5    |
| 6           | ING Real Estate Brunel   | 1,0    |
| 7           | Movistar                 | 0,0    |

Tussenstand
| # | Boot                     | Punten |
| - | ------------------------ | ------ |
| 1 | ABN Amro I               | 84,5   |
| 2 | Pirates of the Caribbean | 59,5   |
| 3 | Brasil I                 | 52,0   |
| 4 | ABN Amro II              | 48,5   |
| 5 | Movistar                 | 48,0   |
| 6 | Ericsson Racing Team     | 45,0   |
| 7 | ING Real Estate Brunel   | 8,0    |

### Etappe 8, Portsmouth naar Rotterdam
Uitslag
| Etappe | Portsmouth - Rotterdam   | Punten |
| ------ | ------------------------ | ------ |
| 1      | Brasil I                 | 7,0    |
| 2      | ABN Amro I               | 6,0    |
| 3      | Ericsson Racing Team     | 5,0    |
| 4      | Pirates of the Caribbean | 4,0    |
| 5      | ABN Amro II              | 3,0    |
| 6      | ING Real Estate Brunel   | 2,0    |
| 7      | Movistar                 | 0,0    |

Tussenstand
| # | Boot                     | Punten |
| - | ------------------------ | ------ |
| 1 | ABN Amro I               | 90,5   |
| 2 | Pirates of the Caribbean | 63,5   |
| 3 | Brasil I                 | 59,0   |
| 4 | ABN Amro II              | 51,5   |
| 5 | Ericsson Racing Team     | 50,0   |
| 6 | Movistar                 | 48,0   |
| 7 | ING Real Estate Brunel   | 10,0   |

### Havenrace 7, Rotterdam
Uitslag
| Havenrace 7 | Rotterdam                | Punten |
| ----------- | ------------------------ | ------ |
| 1           | ABN Amro I               | 3,5    |
| 2           | Brasil I                 | 3,0    |
| 3           | Pirates of the Caribbean | 2,5    |
| 4           | Ericsson Racing Team     | 2,0    |
| 5           | ING Real Estate Brunel   | 1,5    |
| 6           | ABN Amro II              | 1,0    |
| 7           | Movistar                 | 0,0    |

Tussenstand
| # | Boot                     | Punten |
| - | ------------------------ | ------ |
| 1 | ABN Amro I               | 94,0   |
| 2 | Pirates of the Caribbean | 66,0   |
| 3 | Brasil I                 | 62,0   |
| 4 | ABN Amro II              | 52,5   |
| 5 | Ericsson Racing Team     | 52,0   |
| 6 | Movistar                 | 48,0   |
| 7 | ING Real Estate Brunel   | 11,5   |

### Etappe 9, Rotterdam naar Göteborg
Uitslag
| Etappe 9 | Rotterdam - Göteborg     | Punten |
| -------- | ------------------------ | ------ |
| 1        | Pirates of the Caribbean | 7,0    |
| 2        | ABN Amro II              | 6,0    |
| 3        | Brasil I                 | 5,0    |
| 4        | ING Real Estate Brunel   | 4,0    |
| 5        | Ericsson Racing Team     | 3,0    |
| 6        | ABN Amro I               | 2,0    |
| 7        | Movistar                 | 0,0    |

Eindstand
| # | Boot                     | Punten |
| - | ------------------------ | ------ |
| 1 | ABN Amro I               | 96,0   |
| 2 | Pirates of the Caribbean | 73,0   |
| 3 | Brasil I                 | 67,0   |
| 4 | ABN Amro II              | 58,5   |
| 5 | Ericsson Racing Team     | 55,0   |
| 6 | Movistar                 | 48,0   |
| 7 | ING Real Estate Brunel   | 15,5   |